# Міхал Сендзівуй

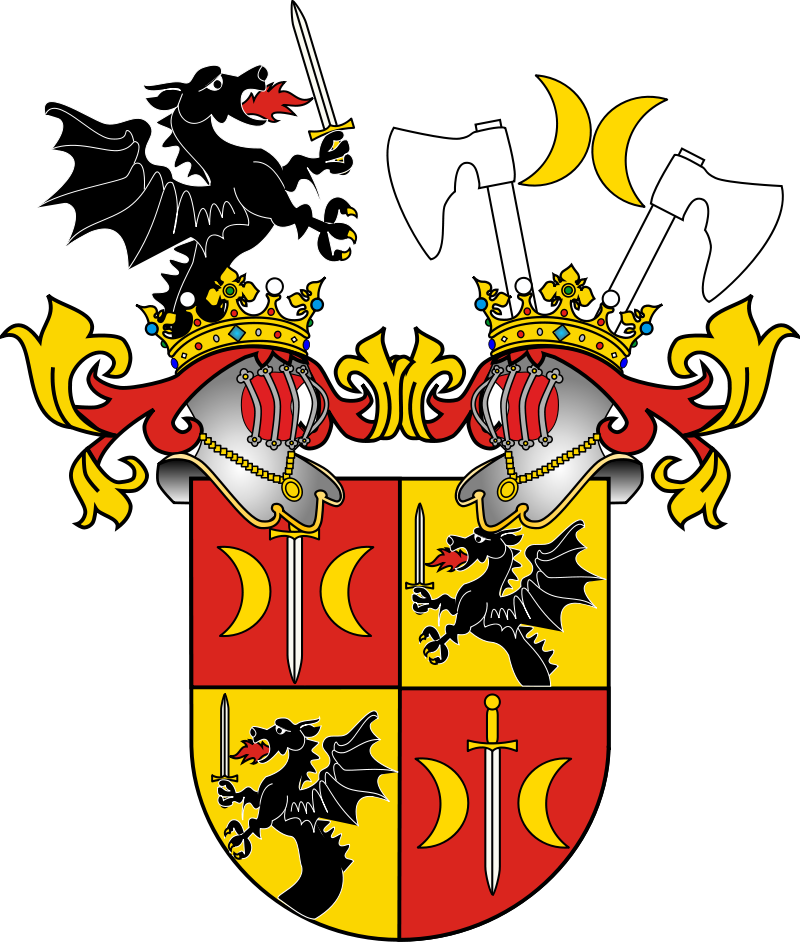

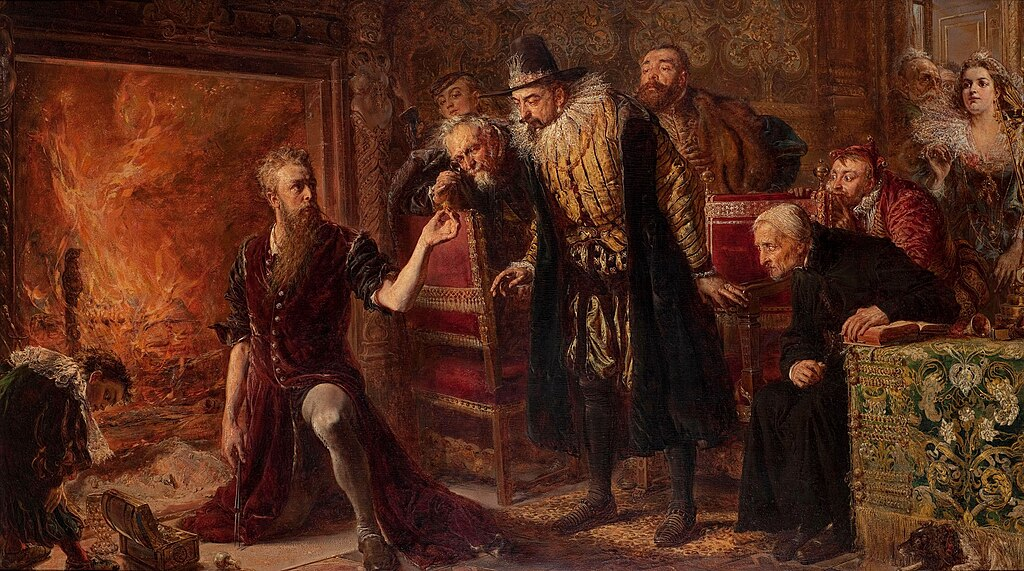
Алхімік Сендівогій демонструє алхімію польському королю Сигізмунду III, дошка олійним малюнком Яна Матейка (1867).

Міхал Сендзівуй (пол. Michał Sędziwój; 1566—1646, Краків, також Сендівогій; Сендівоґіус Полонус — лат. Michael Sendivogius Polonus) — польський алхімік і лікар.

Видавець праць шотландця Александера Сетона-космополіта.
Навчався в краківському університеті. Звільнив Сетона-космополіта з катівень, куди того помістив в 1602 році саксонський курфюрст Крістіан II. Після швидкої смерті вчителя (1604) нібито привласнив його ім'я «Космополіт» і продовжив його справу: їздив по Європі і проводив алхімічні досліди трансмутації.Мало що відомо про його раннє життя: він народився у знатній родині, яка була частиною клану Остоя .  Батько відправив його вчитися до Краківського університету , але Сендівогій також відвідав більшість європейських країн та університетів; навчався у Відні , Альтдорфі , Лейпцигу та Кембриджі . Серед його знайомих були Джон Ді та Едвард Келлі . Саме завдяки йому король Стефан Баторі погодився фінансувати їхні експерименти.  У 1590-х роках він активно діяв у Празі , при відомому відкритому дворі імператора Рудольфа II .
У Польщі він з’явився при дворі короля Сигізмунда III Вази близько 1600 року і швидко досяг великої слави, оскільки польський король сам був ентузіастом алхімії та навіть проводив експерименти з Сендівогієм. У краківському замку Вавель досі неушкодженою є зала, де проводилися його досліди. Консервативніші польські дворяни невдовзі почали його не любити за те, що він спонукав короля витрачати величезні суми грошей на хімічні експерименти. Більш практичні аспекти його роботи в Польщі включали проектування шахт і ливарних цехів . Його широкі міжнародні контакти призвели до того, що він працював дипломатом приблизно з 1600 року.
У пізні роки життя Сендівогіус провів більше часу в Богемії та Моравії (нині в Чехії ), де йому надав землі імператор Габсбургів. Ближче до кінця життя він оселився в Празі , при дворі Рудольфа II, де здобув ще більшу популярність як проектувальник металевих шахт і ливарних цехів . Проте Тридцятилітня війна 1618-48 фактично завершила золотий вік алхімії: багаті меценати тепер витрачали свої гроші на фінансування війни, а не на хімічні спекуляції, і він помер у відносній безвісності.